# Steve Katz
Para otros usos del nombre, véase Steve Katz (desambiguación)
Steve Katz es un guitarrista, armonicista y cantante norteamericano de rock, nacido el 9 de mayo de 1945, en Brooklyn, Nueva York.

## Historial
Estudió guitarra con Dave Van Ronk y con Reverend Gary Davis, a comienzo de los años 1960. Conoció y frecuentó, en esta época, al guitarrista Stephen Grossman y a los bluesmen Son House, Skip James y Mississippi John Hurt. Instalado en Greenwich Village, se integró en una banda junto a Maria Muldaur, John Sebastian y David Grisman, que se llamó Even Dozen Jug Band, con quienes grabó un disco homónimo editado por Elektra Records, en 1964, y en el que tocaba la tabla de lavar.
Tras la grabación, se une a Al Kooper, y se integra en su banda The Blues Project. También junto a Kooper, abandonará el grupo (1967) y formará parte de su nuevo proyecto jazz rock, Blood, Sweat & Tears, con quienes permanecerá hasta 1972. Tras dejar la banda, produce el Rock n Roll Animal de Lou Reed. También produjo, en esta época, a Elliot Murphy. Paralelamente mantuvo su carrera como instumentista, grabando discos con Al Kooper, tocando la armónica junto a Lynyrd Skynyrd (1973) y, sobre todo, con su propia banda American Flyer (American Flyer, 1976; Spirit of a woman, 1977, ambos producidos por George Martin).
En 1979, Katz se convierte en director de A&R, y después en vicepresidente, de la compañía discográfica Mercury Records. Paralelamente se interesa por la música irlandesa, produciendo a Horslips (1979 y 1980) y, desde 1987, dirigiendo la compañía Green Linnet Records, especializada en música celta.
En 2007, tras varios años alejado de la música, vuelve a unirse a Blood, Sweat & Tears, en la gira de celebración del 40.º aniversario de la banda.